# Mikhaël Benadmon
Mikhaël Benadmon (hebräisch מיכאל בן אדמון; * 6. März 1972 in Saint-Étienne) ist orthodoxer Rabbiner, Talmudist, Philosoph sowie Schriftsteller und Buchautor.

## Leben
Benadmon wurde als Kind von Sephardim geboren. Während die Familie seiner Mutter aus Algerien stammte, kam sein Vater aus Marokko. Er wuchs in Frankreich auf. Zunächst in Saint-Etienne, wo sein Vater ebenfalls Rabbiner war, dann im Großraum Paris. Mit 18 Jahren zog Rav Benadmon im Rahmen seiner Aliya nach Israel. Er wurde Kibbuznik des Kibbuz Sde Eliyahu in Nord-Israel, wo er den Ulpan leitete. Er studierte von 1988 bis 2000 an den Jeschiwot Merkaz Harav (Jerusalem), Etz Haim, Beth Yehouda und Aix-les-Bains, an einem Kollel und parallel an der Universität Bar Ilan (1992–2003).
Er hat zwischenzeitlich an vielen Lehrstätten und Schulen in Jerusalem, Brüssel, Aix-en-Provence, Nizza, Ramat Gan, Raanana und New York unterrichtet und war Rabbiner in Brüssel (2000–2001) und Nizza (2003–2005).
Seit November 2022 ist er Rabbiner der Jüdischen Gemeinde Genf.
Benadmon ist verheiratet, das Ehepaar hat sechs Kinder.

## Veröffentlichungen (Auswahl)

### Bücher
- mit D. Atzmon und Y.Alon, La tolérance aux yeux du Judaïsme (deutsch: Toleranz in den Augen des Judentums), Jerusalem 2009 (hebräisch)
- Rebellion and Creativity in Religious Zionist Thought: Moshe Unna and the Religious Kibbutz Revolution (hebräisch), in der Serie: Mahshavot: A Series for Studies in Jewish Thought in Memory of Isidore Friedman, Bar-Ilan University, 2013
- Programmes ZAYIT, Agence juive, 2015
- Manuel de l'enseignant (deutsch: Lehrerhandbuch), Programmes ZAYIT, 2015
- Pourquoi Israël?: Les tentations territoriales : avoir, être, pouvoir (deutsch: Warum Israel?: Territoriale Versuchungen: haben, sein, können), Paris 2015, Editions Lichma, 2016, ISBN 978-2-912553-75-1.

### Artikel
- Le statut de celui qui transgresse le Chabbat dans la halakha (deutsch: Der rechtliche Status in der Halacha von jemandem, der den Schabbat nicht einhält), in: La Synagogue dans la loi, la pensée et l'éducation (deutsch: Die Synagoge in Recht, Denken und Bildung), Jerusalem (hebräisch), 1999
- La tentation du sionisme religieux (deutsch: Die Versuchungen des religiösen Zionismus), Ynet, 10. November 2009 (hebräisch)
- Détresse existentielle et régime politique (deutsch: Existenznöte und politisches Regime), Parasha Oumidrasha, Ein Hanatziv, 2010 (hebräisch)
- L'intérieur et l'extérieur dans une société en guerre, Parasha Oumidrasha, Ein Hanatziv, 2010, (hebräisch)
- le sens de l'engagement halakhique ; hommage à Elie Kahn (deutsch: die Bedeutung der halachischen Verpflichtung; Hommage an Elie Kahn), Amudim, 2011 (hebräisch)
- Les figures de l'étranger dans la Bible, le Talmud et la Halakha (deutsch: Der Fremde in Bibel, Talmud und Halacha) in: La fin de l'étranger, 2013, S. 115–143
- The Paradox that was R. Obadia Yossef, Makomisrael.org, 7. Oktober 2013
- Le dispositif social et économique de la Michna: l'ordre "Zeraïm" (deutsch: Das sozio-ökonomische Modell der Mischna: die Ordnung Seraʿim) in: Judaïsme et économie, 2014, S. 57–80
- The right way to love God, Ohr Torah Stone, 31. Juli 2015
- Pour les personnes de (bonne) foi uniquement, Times of Israël, 5. November 2015
- Éliane Amado Levy-Valensi: le défi de l’Universel dans la pensée israélienne (deutsch: Éliane Amado Levy-Valensi: Die Herausforderung des Universellen im israelischen Denken), Pardès Nr. 59, 2016
- Souverainetés de Jérusalem, in: Eretz Israël, entre ciel et terre – Mikhtav Hadash, Paris Editions Hermann 2016
- Militarisme et pacifisme, Kipa, 29. Juli 2016 (hebräisch)
- La fonction rabbinique face aux défis de la société contemporaine, La voix sépharade, Montréal, Dezember 2016
- Les punitions collectives sont-elles une réponse au terrorisme ? Blog Modern Orthodox, 14. Dezember 2016
- De l’universalisme juif à l’universalisme israélien (deutsch: Vom jüdischen Universalismus zum israelischen Universalismus) in: Le transhumanisme à l'épreuve de la Bible, 2019, S. 111–124
- Pour une lecture tridimensionnelle de la carte d'Israël, L'éclaireur, 2020
- Parentalité et filialité: Halakha, métaphysique et réalisme (deutsch: Elternschaft und Nachkommenschaft: Halacha, Metaphysik und Realismus), 2021, Pardès Nr. 66, S. 97–107